# Utniki
Utniki [pronunciación en polaco: /utˈniki/] es un pueblo ubicado en el distrito administrativo de Gmina Grabów nad Pilicą, dentro del Condado de Kozienice, Voivodato de Mazovia, en el este de Polonia central. Se encuentra aproximadamente a 3 kilómetros al este de Grabów nad Pilicą, a 26 kilómetros al noroeste de Kozienice, y a 59 kilómetros al sur de Varsovia.
El pueblo tiene una población de 90 habitantes.